# Aerials
Aerials – singel grupy System of a Down wydany w roku 2002. Pochodzi on z albumu Toxicity.
Aerials to prawdopodobnie najbardziej znana piosenka grupy System of a Down, odniosła największy sukces w Stanach Zjednoczonych, plasując się na 1. miejscu w rankingach Modern, jak i Mainstream Rock. Autorami słów tego utworu są Serj Tankian oraz Daron Malakian.

## Wideoklip
Teledysk został nakręcony przez Shavo Odadjiana i Davida Slade’a.
Wideo rozpoczyna się w wyludnionym, podobnym do pustyni miejscu. Następnie kamera przenosi się do wnętrza namiotu cyrkowego. Wewnątrz, grupa rozgrzewa się przed występem, jest przy tym obserwowana przez małego chłopca ze zdeformowaną twarzą. Jego oczy są całkiem czarne, usta bardzo małe i wąskie. Grupa zaczyna grać. W tym momencie kamera przenosi się do miejsca gdzie chłopiec stoi otoczony przez dużą grupę tańczących ludzi. Następnie kamera znowu wraca do namiotu cyrkowego i skupiona jest na zespole. Później ponownie widzimy chłopca, tym razem idzie po ulicy w towarzystwie dwóch kobiet w czerwonych sukienkach. W następnej scenie widzimy chłopaka w towarzystwie innych kobiet ubranych podobnie jak ich poprzedniczki oraz starszego mężczyznę, który prawdopodobnie przeprowadza z nimi wywiad, lub spisuje umowę. Gdy młodzieniec opuszcza budynek, zostaje otoczony przez paparazzi robiących mu zdjęcia. Dziennikarze próbują przeprowadzić wywiad, jednak chłopak nie odpowiada na ich pytania. W następnej scenie na krótko ukazana jest grupa wykonująca piosenkę, po czym ukazany zostaje chłopiec podczas sesji fotograficznej, kobiety przymierzają mu różne ubrania. Gdy kończy się ta scena, kamera znowu skupia się na grze zespołu, kiedy piosenka zbliża się ku końcowi, ponownie pojawia się chłopak, tym razem szczęśliwy, łapie pieniądze spadające z góry. Pod sam koniec ukazane zostają w skrócie wszystkie sceny, w których występował chłopiec. Następnie chłopak wchodzi na sam środek areny cyrkowej, kładzie się na środku okręgu i wraz z końcem piosenki zamyka oczy.

## Lista utworów
Wszystkie teksty zostały napisane przez Serja Tankiana i Darona Malakiana, muzykę skomponował Daron Malakian, wyjątki zostały zaznaczone.

### Aerials (Wielka Brytania)

#### CD1
1. „Aerials” (edycja radiowa)
2. „Toxicity” (na żywo) (Słowa: Tankian, Muzyka: Odadjian/Malakian)
3. „P.L.U.C.K.” (na żywo) (Słowa: Tankian, Muzyka: Malakian)
4. „Aerials” (teledysk)

#### CD2
1. „Aerials”
2. „Streamline” (wersja alternatywna)
3. „Sugar” (na żywo) (Słowa: Tankian, Muzyka: Odadjian/Malakian)

### Aerials (Australia)
1. „Aerials”
2. „Toxicity” (na żywo) (Słowa: Tankian, Muzyka: Odadjian/Malakian)
3. „P.L.U.C.K.” (na żywo) (Lyrics: Tankian, Music: Malakian)

### Aerials (Maxi-Single)
1. „Aerials” (edycja radiowa)
2. „Toxicity” (na żywo) (Lyrics: Tankian, Music: Odadjian/Malakian)
3. „Sugar” (na żywo) (Słowa: Tankian, Muzyka: Odadjian/Malakian)
4. „P.L.U.C.K.” (na żywo) (Lyrics: Tankian, Music: Malakian)
5. „Aerials” (teledysk)

### Aerials (Promo)
1. „Aerials”

### Aerials (Europa)
1. „Aerials”
2. „Snowblind” (Ozzy Osbourne, Tony Iommi, Geezer Butler, Bill Ward)

### Aerials (7")
1. „Aerials”
2. „Toxicity” (Słowa: Tankian, Muzyka: Odadjian/Malakian)
3. „P.L.U.C.K.” (Słowa: Tankian, Muzyka: Malakian)
4. „Aerials” (edycja radiowa)
5. „Aerials”
6. „Streamline” (wersja alternatywna)
7. „Sugar” (na żywo) (Słowa: Tankian, Muzyka: Odadjian/Malakian)
8. „Snowblind” (Ozzy Osbourne, Tony Iommi, Geezer Butler, Bill Ward)